# Neosho Rapids (Kansas)
Neosho Rapids est une ville américaine située dans le comté de Lyon, au Kansas. Selon le recensement de 2010, sa population est de 265 habitants.